# クーロ・トーレス
クーロ・トーレス（Curro Torres）ことクリストバル・エミリオ・トーレス・ルイス（Cristóbal Emilio Torres Ruiz, 1976年12月27日 - ）は、ドイツ・アーレン出身の元サッカー選手。サッカー指導者。スペイン国籍を持ち、スペイン代表であった。ポジションはDF（右サイドバック、左サイドバック）。現サッカー指導者。

## 選手経歴
両親はアンダルシア地方のグラナダ県グラナダ出身であるが、仕事のために西ドイツに移住し、クーロはアーレンで生まれた。クーロがまだ幼い時にスペインに戻り、カタルーニャ州に定住した。

### クラブ
グラマネットUEAからデビューし、1997年にバレンシアCFと契約を結んだ。移籍してから2シーズンはバレンシアCF・メスタージャのレギュラーを務め、1999-2000シーズンはレクレアティーボ・ウェルバに、2000-01シーズンはセグンダ・ディビシオン（2部）のCDテネリフェにレンタル移籍した。CDテネリフェではミスタやルイス・ガルシアなどと一緒にプレーし、ラファエル・ベニテス監督が率いるチームの主要選手のひとりとしてプリメーラ・ディビシオン（1部）昇格を果たした。2001年にバレンシアCFに復帰すると、ベニテス新監督の下でキープレーヤーのひとりとなり、2001-02シーズンと2003-04シーズンにリーグ優勝を達成し、2003-04シーズンにはUEFAカップでも優勝。2005年初頭より負傷がちになり、2006-07シーズンは17試合に出場したが、主に左サイドバックのエミリアーノ・モレッティが欠場した場合のみの出場であった。
2007-08シーズンはプリメーラ・ディビシオンに昇格したばかりのレアル・ムルシアにレンタル移籍したが、再びフィジカルの問題に悩まされ、リーグ戦での出場は2試合にとどまった。レアル・ムルシアはセグンダ・ディビシオン降格となり、バレンシアCFに復帰したが、右サイドバックのミゲル・モンテイロの控えどころか、本来はセンターハーフのヘドヴィヘス・マドゥロよりも下の位置づけとなり、2008-09シーズンは1試合に途中出場しただけに終わった。

#### ジムナスティック・タラゴナ
2009年7月27日、セグンダ・ディビシオン（2部）のジムナスティック・タラゴナに移籍したが、2009-10シーズンはリーグ戦でもカップ戦でも出場なしに終わり、チームも18位と低迷した。2011年1月にはボルハ・ビゲーラとアレックス・ベルガンティニョスがレンタル移籍で加入し、クーロの契約は破棄された。

### 代表
2001年11月14日、ウエルバで行われたメキシコ代表との親善試合 (1-0) でスペイン代表デビューした。2002年には2002 FIFAワールドカップに出場するメンバーに選ばれ、グループリーグの南アフリカ戦にフル出場した。

## 指導者経歴
2014年4月7日、バレンシアCF・メスタージャの監督に就任した。
2017年7月2日、ロルカFCの監督に就任した。
2018年9月20日、NKイストラ1961の監督に就任した。
2018年11月19日、コルドバCFの監督に就任した。

## 代表歴

### 出場大会
- スペイン代表
  - 2002 FIFAワールドカップ

### 試合数
- 国際Aマッチ 5試合 0得点（2001年-2002年）[5]

| スペイン代表 | 国際Aマッチ | 国際Aマッチ |
| 年           | 出場        | 得点        |
| ------------ | ----------- | ----------- |
| 2001         | 1           | 0           |
| 2002         | 4           | 0           |
| 通算         | 5           | 0           |

## 監督成績
2022年12月1日現在
| クラブ                     | 就任           | 退任           | 記録 | 記録 | 記録 | 記録 | 記録 | 記録 | 記録 | 記録   |
| クラブ                     | 就任           | 退任           | 試   | 勝   | 分   | 敗   | 得   | 失   | 差   | 勝率   |
| -------------------------- | -------------- | -------------- | ---- | ---- | ---- | ---- | ---- | ---- | ---- | ------ |
| バレンシアCF・メスタージャ | 2014年4月7日   | 2017年7月2日   | 127  | 52   | 34   | 41   | 168  | 140  | +28  | 040.94 |
| ロルカ                     | 2017年7月2日   | 2017年12月17日 | 20   | 4    | 4    | 12   | 18   | 30   | −12  | 020.00 |
| NKイストラ1961             | 2018年9月20日  | 2018年10月27日 | 6    | 2    | 1    | 3    | 12   | 14   | −2   | 033.33 |
| コルドバCF                 | 2018年11月19日 | 2019年2月25日  | 14   | 2    | 4    | 8    | 17   | 25   | −8   | 014.29 |
| CDルーゴ                   | 2019年12月27日 | 2020年6月29日  | 15   | 4    | 4    | 7    | 10   | 18   | −8   | 026.67 |
| クルトゥラル・レオネサ     | 2021年12月12日 | 2022年6月30日  | 23   | 7    | 7    | 9    | 37   | 34   | +3   | 030.43 |
| 合計                       | 合計           | 合計           | 205  | 71   | 54   | 80   | 262  | 261  | +1   | 034.63 |

## タイトル
バレンシアCF
- リーガ・エスパニョーラ (2) : 2001-02, 2003-04
- UEFAカップ (1) : 2003-04
- UEFAスーパーカップ (1) : 2004